# Greszczyn
Greszczyn – osada w Polsce, w województwie świętokrzyskim, w powiecie koneckim, w gminie Fałków.
Do 2023 miejscowość była przysiółkiem wsi Zbójno.
Osada wchodzi w skład sołectwa Zbójno.
W latach 1975–1998 przysiółek należał administracyjnie do województwa piotrkowskiego.
Wierni Kościoła rzymskokatolickiego należą do parafii św. Wawrzyńca w Lipie.